# Battalions of Fear
A Battalions of Fear a Blind Guardian német power metal együttes bemutatkozó albuma. Az 1988-ban megjelent album egy egyenes metál album, amit nagyon megihletett a Helloween munkái. Az album egy nyers és csiszolatlan speed metal album, ami érinti a thrash metalt is. Erről az albumról még hiányoznak azok a stilisztikai elemek, melyek a későbbi években jellemezték a Blind Guardian zenéjét.
2007. június 15-én megjelent az újrakevert kiadása egy bónusz résszel, ami az együttes Lucifer’s Heritage néven kiadott első demó felvétele a Symphonies of Doom.

## Számok listája
1. Majesty – 7:28
2. Guardian of the Blind – 5:09
3. Trial by the Archon – 1:41
4. Wizard's Crown – 3:48
5. Run for the Night – 3:33
6. The Martyr – 6:14
7. Battalions of Fear – 6:06
8. By the Gates of Moria – 2:52

- Bónusz dal

9. Gandalf's Rebirth – 2:10
- 2007-es kiadás

10. Brian (demó verzió) – 2:41
11. Halloween (a Wizard's Crown demó verziója) – 3:22
12. Lucifer's Heritage (demó verzió) – 4:36
13. Symphonies of Doom (demó verzió) – 4:08
14. Dead of the Night (demó verzió) – 3:33

## Felállás
- Hansi Kürsch – ének és basszusgitár
- André Olbrich – szólógitár és háttérvokál
- Marcus Siepen – ritmusgitár és háttérvokál
- Thomas "Thomen" Stauch – dob

## Közreműködők
- Van Waay Design – borító
- Kalle Trapp - felvétel, keverés, producer

## A dalokról
- A Majesty alapja J. R. R. Tolkien A Gyűrűk Ura című könyve. A Gyűrűk Urára találhatók utalások a Wizard’s Crown és a Run For the Night című számokban is.
- A By the Gates of Moria és a Gandalf’s Rebirth instrumentális számok, így nem tartalmaznak szövegeket, de mind a kettő ugyanazon a munkán alapszik, ez pedig Antonín Dvořák Symphony No. 9, "From the New World" című darabja.
- A Guardian of the Blind alapja Stephen King Az című könyve.
- A The Martyr Jézus Krisztusról szól.
- A Battalions of Fear kritika Ronald Reagan, az USA volt elnökének politikájával szemben.